# Veneração

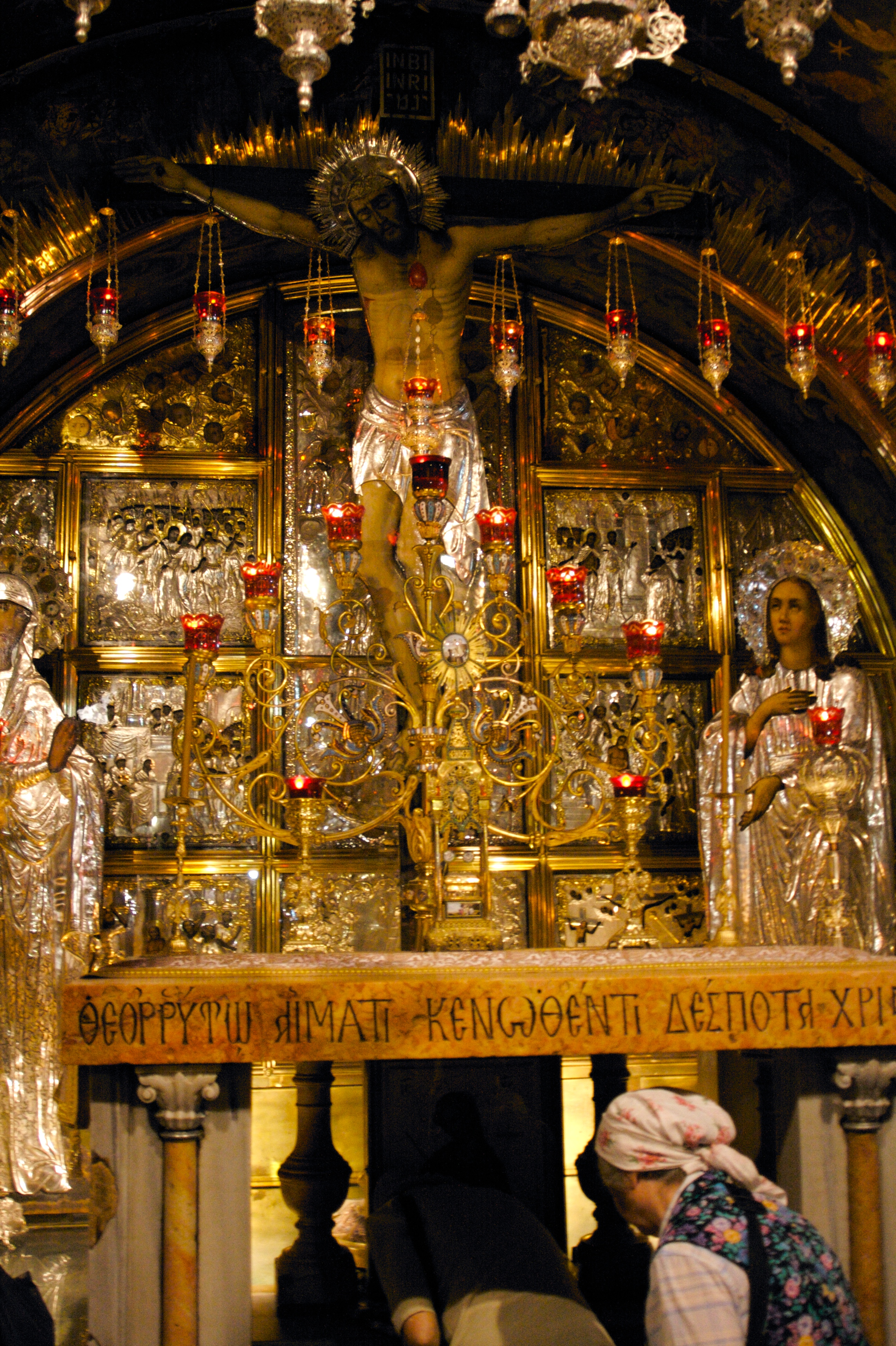
Duas mulheres ortodoxas ajoelhando-se diante de um ícone de Jesus e demais santos na Igreja do Santo Sepulcro, em Jerusalém.

Em alguns ramos do cristianismo, Veneração (do latim veneratio, do grego δουλια, "douleuo" ou "dulia", que significa "honrar") ou Veneração dos santos descreve a prática de devoção aos santos, que como modelos heroicos de virtude, intercedem no Céu pela Igreja. Segundo essas confissões, a "adoração" (latria) por outro lado, é um culto distinto e reservado exclusivamente para Deus, enquanto a "veneração" (Dulia) é a honra e respeito prestado aos santos. Portanto segundo essas confissões, veneração não deve ser confundida com idolatria e nem com fetichismo religioso.
A veneração é demonstrada externamente pela reverência a imagens de santos (estátuas ou ícones) e relíquias (partes de seus corpos, ou que estiveram em contato com eles). Segundo essas denominações "aquele que se prostra diante da imagem, prostra-se diante da pessoa (a hipóstase) daquele que na figuração é representado". Eles fundamentam suas tradições em práticas e exemplos de confecção e veneração bíblicas, como em Êxodo 25:17–22, Números 21:8–9 e I Crônicas 28:18–19. É praticado pela Igreja Católica, Ortodoxa bizantina, assíria oriental, ortodoxas orientais e alguns grupos da Comunhão Anglicana e Luterana.
Registros das comunidades cristãs primitivas indicam que estes representavam Jesus com pinturas, imagens e iconografias, como um Bom Pastor, e posteriormente, esculturas, como o Cordeiro Pascal, o "Ichthus" ("Peixe") e outros. Igualmente desde o século II os cristãos preservavam relíquias de mártires, oravam pelos mortos e acreditavam na intercessão dos santos, essas práticas eram conhecidas por alguns antigos grupos judeus, e especula-se que o cristianismo pode ter tomado a sua prática similar.
O Papa São Gregório Magno no século VI insistiu no caráter didático das pinturas nas igrejas, para evangelizar os analfabetos. Posteriormente o Segundo Concílio de Niceia, realizado em 787, dogmatizou essa doutrina. Em 1987, por ocasião do XII centenário do Segundo Concílio de Niceia, o patriarca de Constantinopla Demétrio I e o Papa João Paulo II reafirmaram como legítima esta doutrina.

## Veneração e Adoração

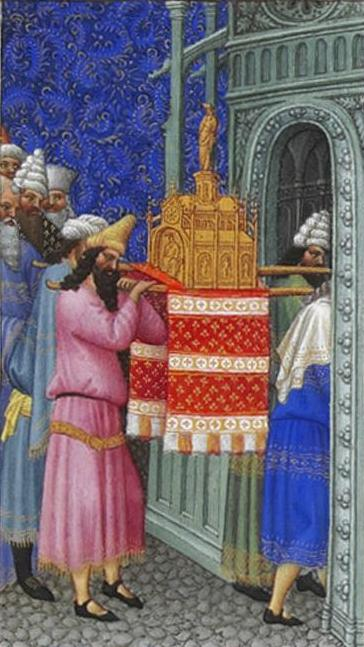
A Arca da Aliança sendo levada para dentro do Templo de Jerusalém

O diácono e dr. Mark Miravelle da Universidade Franciscana de Steubenville, falou sobre a distinção entre veneração e adoração professado por essas religiões:
| “ | Adoração, que é conhecida como "latria" na teologia clássica, é o culto e a homenagem que é, de forma justa, oferecida somente a Deus. É o reconhecimento de sua excelência e perfeição divina. É a adoração do Criador que só Deus merece. Veneração, conhecida como "dulia" na teologia clássica, é a honra devida à excelência de uma pessoa. (…) Podemos ver um exemplo de veneração geral em eventos, como a atribuição de bolsas de excelência acadêmica na escola ou a atribuição de medalhas olímpicas para a excelência no esporte. Não há nada contrário à adoração de Deus quando oferecemos a devida honra e reconhecimento que as pessoas merecem baseados na realização de sua excelência. (…) A devoção de uma pessoa aos santos (…) não acaba com os santos em si, mas sim, em última análise, chega a Deus através dos santos. Este é um elemento importante para a adequada e autêntica compreensão da devoção aos santos (…). Prestar honra a um santo (…) em união amorosa com Deus é também homenagear o objeto de sua união amorosa: o próprio Deus, pois «quem honra seu irmão, também honra a Deus» (Mateus 25:40) | ” |
|   | — What is Devotion to Mary?, Mark Miravelle. |   |

Enquanto os católicos são por vezes acusados de adorar imagens, em violação do primeiro mandamento, a Igreja Católica defende-se dizendo que é um mal-entendido. Segundo a igreja, no seu catecismo (CIC), número 2132. O culto cristão das imagens não é contrário ao primeiro mandamento, que proíbe os ídolos. Com efeito, «a honra prestada a uma imagem remonta (63) ao modelo original» e «quem venera uma imagem venera nela a pessoa representada» (64). A honra prestada às santas imagens é uma «veneração respeitosa», e não uma adoração, que só a Deus se deve:
«O culto da religião não se dirige às imagens em si mesmas como realidades, mas olha-as sob o seu aspecto próprio de imagens que nos conduzem ao Deus encarnado. Ora, o movimento que se dirige à imagem enquanto tal não se detém nela, mas orienta-se para a realidade de que ela é imagem» (65).
No século VIII, discussões sobre se os ícones religiosos (neste contexto pinturas) foram proibidos ou não pelo primeiro mandamento. A disputa foi quase totalmente restrita às Igrejas orientais; os iconoclastas queriam proibir os ícones, enquanto que os Iconódulos apoiavam a sua veneração, uma posição consistentemente apoiada pela Igreja Ocidental. O Segundo Concílio de Niceia, em 787, determinou que a veneração de ícones e imagens não é uma violação do mandamento e afirma que "quem venera uma imagem venera a pessoa retratada nela." Na época da controvérsia sobre a iconoclastia, a Igreja Ocidental passou a usar esculturas monumentais, que pela arte românica tornaram-se numa das principais características da arte cristã ocidental, que se manteve parte da tradição católica, em contraste com o cristianismo oriental, que evita grandes esculturas religiosas. O "Catecismo da Igreja Católica" postula que Deus deu permissão para imagens que simbolizam a salvação cristã por símbolos, tais como a Serpente de Bronze e o querubim na Arca da Aliança. O "Catecismo" afirma também que, "encarnando, o Filho de Deus inaugurou uma nova «economia» das imagens.".
A Conferência dos Bispos Católicos dos Estados Unidos (USCCB) explica o "Catecismo" em seu livro intitulado "United States Catechism for Adults" (em português: "Catecismo para adultos dos Estados Unidos"), publicado em 2006, que a idolatria nos tempos antigos expressou-se na adoração de coisas tais como o "sol, lua, estrelas, árvores, touros, águias e serpentes", bem como "imperadores e reis". Este catecismo norte-americano explica que hoje a idolatria manifesta-se na adoração de outras coisas e lista algumas como "poder, dinheiro, bens materiais e desportos.".

## Exegese e hermenêutica

### A intercessão dos santos
«E o Senhor disse-me: ainda que Moisés e Samuel se pusessem diante de mim, meu coração não se voltaria para esse povo; tira-os da minha face e retirem-se» (Jeremias 15:1). No tempo de Jeremias, Moisés e Samuel estavam mortos, mas sua possível intercessão é confirmada pelo próprio Deus: "ainda que Moisés e Samuel se pusessem diante de mim…", ou seja, eles poderiam se colocar diante de Deus, intercedendo e pedindo clemência para aquele povo. "Então tomando-lhe a palavra, disse-lhe Onias: 'Eis o amigo de seus irmãos, aquele que reza muito pelo povo e pela cidade santa, Jeremias, o profeta de Deus'." (II Macabeus 15:14). Jeremias já estava morto nesta época, e Onias relata que ele está intercedendo e orando pela cidade de Jerusalém.
Os católicos, ortodoxos e anglicanos acreditam que Maria, os anjos e os santos são seres espirituais que oram no Céu pelos pedidos e súplicas dos homens, intercedendo junto de Deus, é o dogma da "comunhão dos santos". Os santos conhecem as preces a eles dirigidas por dom de Deus, de quem vem «todo dom melhor e todo dom perfeito» (Tiago 1:17). A passagem mais significativa é Apocalipse 5:8, em que o autor diz que Deus recebe as orações dos santos. Outras passagens bíblicas dizem que os «santos são como os anjos de Deus no céu» (Mateus 22:30). Zacarias diz: «que o anjo intercedeu por Jerusalém ao Senhor dos exércitos» (Zacarias 1:12–13). O próprio Jesus fez uma narrativa de uma intercessão, em que uma pessoa que se encontrava no inferno implorava a Abraão que mandasse alguém para lhe refrescar a língua com água (Lucas 16:19–31).

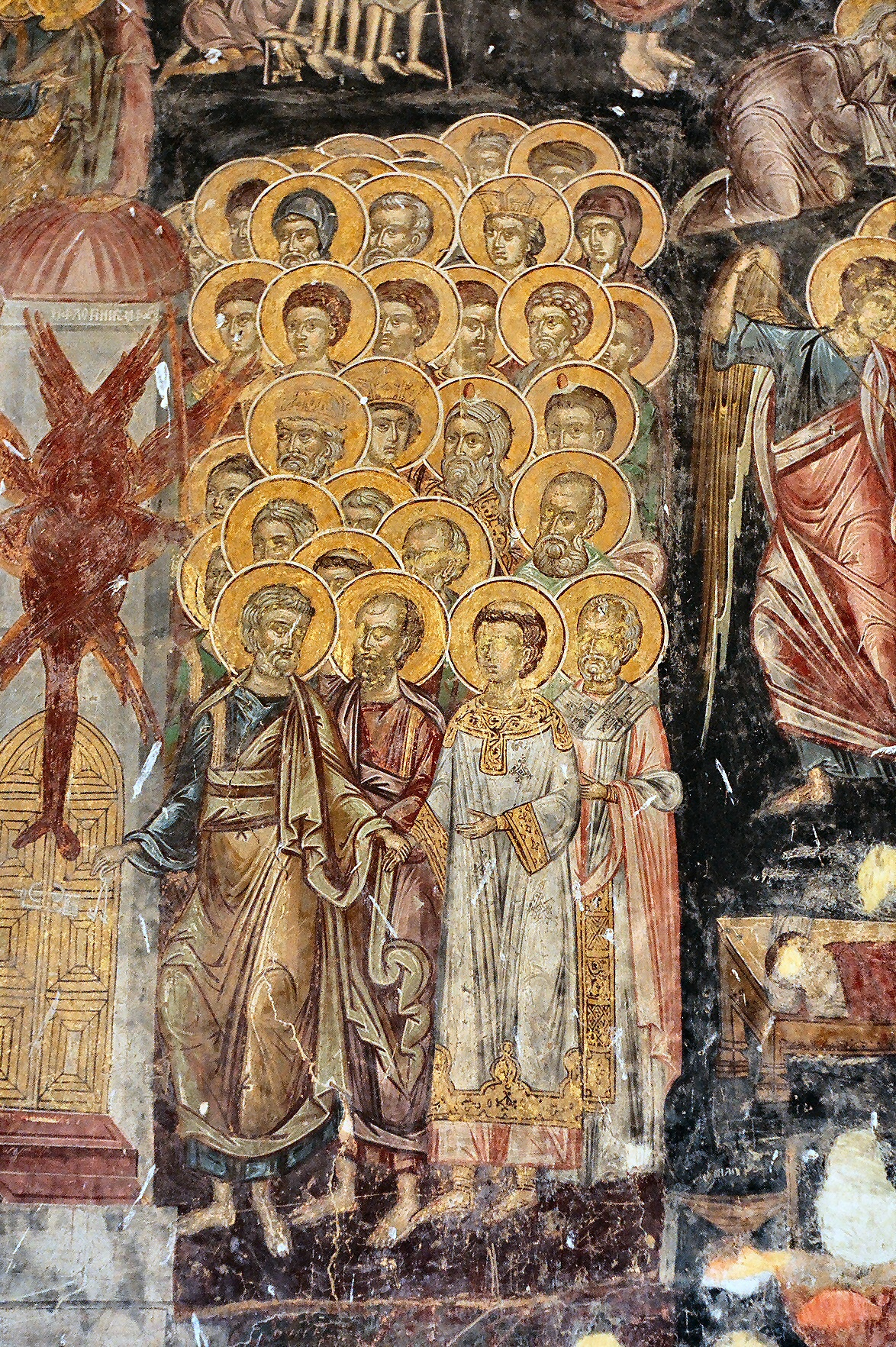
Afresco de um grupo de santos no Céu, do Monastério de Rozhen, Grécia.

Os referidos grupos religiosos também acreditam que Cristo seria o único mediador de redenção e salvação perante Deus, conforme relatado em I Timóteo 2:5–7, quando São Paulo diz "Porque há um só Deus, e um só Mediador entre Deus e os homens: Jesus Cristo, homem que se entregou como resgate por todos. Tal é o fato atestado em seu tempo", como Paulo escreve "homem que se entregou como resgate por todos" ou seja, para a salvação de todos, afirmando que os santos poderiam interceder em outras questões, mas cabendo unicamente a Cristo a mediação de salvação, também sustentam que pode haver mediadores que dependem de Jesus, como a Virgem Maria, considerada medianeira.

### Confecção de imagens
Na Bíblia existem alguns exemplos em que Deus proibiu fazer imagens para o uso religioso. «Não farás para ti imagem de escultura, nem alguma semelhança do que há em cima nos céus, nem em baixo na terra, nem nas águas debaixo da terra» (Êxodo 20:4). Os referidos grupos religiosos acreditam que esta passagem teria proibido apenas a representação simbólica de Deus sob a forma de um astro e de um pássaro (que são o "que há em cima nos céus"), de um homem, de uma planta ou animal ("em baixo na terra" - como ocorreria com o Bezerro de Ouro), ou de um animal aquático ("nas águas") (Deuteronômio 4:16–18).
| “ | «Farás também dois querubins de ouro; de ouro batido os farás, nas duas extremidades do propiciatório. Farás um querubim na extremidade de uma parte, e outro querubim na extremidade de outra parte; de uma só peça com o propiciatório fareis os querubins nas duas extremidades dele.» (Êxodo 25:18–19) | ” |

Porém nunca os israelitas foram autorizados a se curvar perante as representações dos querubins, nem carregá-los em procissões ou beijá-los.
| “ | «E disse o Senhor a Moisés: Faze uma serpente ardente e põe-na sobre uma haste; e será que viverá todo mordido quem olhar para ela. E Moisés fez uma serpente de metal e pô-la sobre uma haste; e era que, mordendo alguma serpente a alguém, olhava para a serpente de metal e ficava vivo.» (Números 21:8–9) | ” |

```
Segundo a interpretação protestante, a serpente ardente foi colocada num poste ali por Moisés para que os israelitas que haviam pecado, e por isso tinham sido picados por cobras venenosas, olhassem para ela e não morressem. Nunca deveriam se curvar diante dela, queimar incenso, beijá-la, etc. Apesar desse fato, podemos observar que segundo o relato bíblico em determinado momento o Rei Nabucodonosor prestou honra e ofereceu incenso ao profeta Daniel sem ser repreendido pelo mesmo
[
15
]
, o que pode abrir outras perspectivas sobre os atos de veneração.
```

Estes grupos religiosos utilizam objetos tais como cruzes, ícones, incenso, velas e etc. Eles acreditam que a proibição de fazer imagens de Deus no mandamento do Antigo Testamento, devia-se ao fato de que Deus era invisível e retratá-lo seria realmente errado, mas que a encarnação de Deus em seu Filho, Jesus Cristo, «O Verbo se fez carne» (João 1:14), assim o Deus invisível se tornou visível em Cristo (Colossenses 1:15) e, portanto é admissível que se retrate Jesus. A Igreja ortodoxa ensina que a encarnação de Jesus torna obrigatório a confecção e veneração de seus ícones, a fim de preservar a verdade da Encarnação, pois não venerá-los implicaria negar que Jesus foi totalmente Deus, e negar que Ele tinha um corpo físico real. No entanto, os ortodoxos não utilizam estátuas, mas apenas pinturas.

### Veneração
Exemplos de veneração são demonstradas na Bíblia: «Abraão levantou os olhos e viu três homens de pé diante dele. Levantou-se no mesmo instante da entrada de sua tenda, veio-lhes ao encontro e prostrou-se por terra» (Gênesis 18:2), «Moisés saiu ao encontro de seu sogro, prostrou-se e beijou-o. Informaram-se mutuamente sobre a sua saúde e entraram na tenda» (Êxodo 18:7) e «Josué rasgou suas vestes e 'prostrou-se com a face por terra até a tarde diante da arca do Senhor', tanto ele como os anciãos de Israel, e cobriram de pó as suas cabeças.» (Josué 7:6)
Na passagens acima, Abraão e Moisés põem-se de joelhos como forma de respeito e veneração por outros homens ou seres espirituais (anjos no caso de Abraão), o ato de súplica, veneração, não é um ato de adoração, mas de humildade, onde eles reconhecem no outro sua superioridade ou seu poder de atender-lhe um pedido. Porém a passagem mais significativa é a de Josué, em que ele se prosta diante da arca da aliança, sendo um exemplo explícito de veneração de uma imagem ou objeto. Portanto a própria Bíblia difere a adoração (latria) de veneração (dulia).
A Bíblia também diz: "Louvemos os homens ilustres, nossos antepassados, segundo as suas gerações" (Eclesiástico 44,1).

### Relíquias
| “ | «Deus fazia milagres extraordinários por intermédio de Paulo, de modo que lenços e outros panos que tinham tocado o seu corpo eram levados aos enfermos; e afastavam-se deles as doenças e retiravam-se os espíritos malignos.» (Atos 19:11–12) | ” |

Nesta passagem bíblica é relatado que Deus por meio dos lenços e panos de São Paulo curava doentes.
Os referidos grupos religiosos conservam e atribuem milagres a relíquias, ou seja, ossos ou objetos de santos e mártires, porém não acreditam que o milagre é produzido "materialmente pelas relíquias", mas pela vontade de Deus através delas. No Antigo Testamento os hebreus já tinham este costume, por exemplo, Moisés levou do Egito o corpo de José (Êxodo 13:19), um morto ressuscitou ao contato dos ossos do profeta Eliseu (II Reis 13:21). No Novo Testamento, a sombra de São Pedro curava doentes (Atos 5:15). Na Igreja Primitiva, Santo Inácio de Antioquia, devorado por leões no Coliseu de Roma, teve alguns ossos recuperados por seus discípulos e levados para Antioquia (no ano 107) para serem venerados. O mesmo ocorreu com São Policarpo, bispo de Esmirna (166), queimado vivo; os seus restos foram recuperados e venerados. Registros indicam que desde o século II, o túmulo com os restos mortais de São Pedro no Vaticano era um local de peregrinação e veneração.

### Bênção e sagração de objetos
| “ | «Farás com tudo isso óleo para a sagrada unção (…). Tal será o óleo da sagrada unção. Ungirás como ele a tenda de reunião, a arca do Senhor, a mesa e seus acessórios, o candelabro e seus acessórios, o altar dos perfumes (…). Depois que os consagrar eles se tornarão objetos santíssimos, e tudo os que o tocar será consagrado.» (Êxodo 30:25–30) | ” |

Os capítulos 25 a 31 de Êxodo são a enumeração de todos os objetos que Deus manda fazer e reservar para o seu culto, como por exemplo, o incenso, utilizado em rituais desde o Antigo Testamento. Deus manda utilizar estes objetos, bem como exige que sejam "consagrados, bentos ou ungidos" com uma unção especial, mandando fazer o azeite para a unção, sendo esta a base bíblica original nestes grupos religiosos da bênção dos objetos e das pessoas consagradas a Deus.

## Perspectiva protestante
As igrejas que praticam a veneração são comumente condenadas ou criticadas pelas religiões protestantes em geral (pois afirmam que a veneração trata-se de adoração) aos Santos e à Santíssima Virgem Maria. Logo, para os integrantes dessas religiões, o culto de veneração seria considerada como idolatria. Em alguns casos esta acusação provoca atos de intolerância e violência por parte de protestantes, como o "Beeldenstorm" (a destruição de esculturas na Holanda) e o "Chute na Santa". A Igreja Evangélica na Alemanha (EKD) em 2016, devido a aproximação do aniversário de 500 anos da Reforma, pediu desculpas aos católicos, dentre outras coisas, pela destruição de "pinturas, esculturas e vitrais na Alemanha, na Suíça, na Inglaterra e na Holanda", repudiando todo tipo de violência religiosa contra a Igreja Católica.[carece de fontes?]